# One More Song
Albums de Randy Meisner
Randy Meisner
(1978) Randy Meisner
(1982)
One More Song est le deuxième album de l'auteur-compositeur-interprète américain de country rock Randy Meisner, sorti en 1980. Avant sa carrière en solo, Randy Meisner était le bassiste du groupe The Eagles.

## Titres
| No | Titre                                        | Durée |
| -- | -------------------------------------------- | ----- |
| 1. | Hearts on Fire (Eric Kaz, Meisner)           |       |
| 2. | Gotta Get Away (Kaz, Meisner, Wendy Waldman) |       |
| 3. | Come on Back to Me (Kaz, Meisner, Waldman)   |       |
| 4. | Deep Inside My Heart (Kaz, Meisner)          |       |
| 5. | I Need You Bad (Kaz, Meisner, Waldman)       |       |
| 6. | One More Song (Jack Tempchin)                |       |
| 7. | Trouble Ahead (Kaz, Meisner, Waldman)        |       |
| 8. | White Shoes (Tempchin)                       |       |
| 9. | Anyway Bye Bye (Richie Furay)                |       |

## Musiciens
- Randy Meisner - guitare, chant

The Silverados
- Don Francisco - percussions, chant
- Bryan Garofalo - basse
- Craig Hull - guitare, pedal steel, steel guitare
- Craig Krampf - batterie
- Sterling Smith - claviers
- Wendy Waldman - guitare acoustique, chant

Autres musiciens
- Kim Carnes - chant
- Bill Cuomo - synthétiseur
- Glenn Frey - chant
- Don Henley - chant
- Michael Jacobsen - saxophone